# Esther Lázaro Sanz
Esther Lázaro Sanz (Terrassa, 10 de gener de 1991) és investigadora, dramaturga, actriu, documentalista i editora literària. Treballa en línies de recerca i creació sobre memòria històrica. És doctora en Filologia, especialitzada en literatura dramàtica contemporània i en la literatura i el teatre de l'exili republicà de 1939. Compagina la investigació acadèmica amb la creació artística i la gestió de projectes culturals i editorials.
Graduada en Llengua i Literatura espanyoles per la Universitat Autònoma de Barcelona (UAB), cursa el Màster en Estudis Teatrals de l'Institut del Teatre i la UAB. Doctora Internacional en Filologia Espanyola per la UAB, amb la tesi "Nací para escribir teatro". Presentación y estudio de la obra dramática inédita de Max Aub, ha estat guardonada amb el Premi Extraordinari de Doctorat 2019. Artísticament, es forma també en interpretació i en dramatúrgia, amb autors com José Sanchis Sinisterra, i en Cant líric al Conservatori de Terrassa.
En l'àmbit de la recerca, és actualment investigadora postdoctoral al laboratori ICTT de l'Avignon Université i a la UAB. Des del 2013 és membre del Grup d'Estudis de l'Exili Literari (GEXEL) i del Centre d'Estudis sobre Dictadures i Democràcies (CEDID) de la UAB. Les seves línies d'investigació principals, a les que ha dedicat nombrosos treballs en revistes especialitzades i obres col·lectives, són el teatre i la literatura de l'exili republicà de 1939, amb autors i autores com Max Aub (de qui n'és especialista), María Casares o Anna Murià, entre d'altres; el teatre contemporani; i també els epistolaris, la literatura concentracionària o el periodisme cultural, on ha prestat especial atenció a la figura de María Luz Morales. Ha participat en la redacció del Diccionario biobibliográfico de los escritores, editoriales y revistas del exilio republicano de 1939 i en el Diccionari Històric de Periodistes Catalans.
Ha publicat diverses edicions literàries com la del monòleg De algún tiempo a esta parte, de Max Aub, El texto insumiso, de José Sanchis Sinisterra o Dos años entre los bolcheviques y otros textos sobre la URSS, d'Helios Gómez, entre d'altres. Des del 2020 dirigeix la col·lecció de textos dramàtics Teatro Moderno de l'editorial Espuela de Plata. Ha col·laborat també com a periodista cultural i crítica literària i teatral a mitjans com Núvol o La Huella Digital, entre d'altres. Forma part del Consell de Redacció de la revista Primer Acto.
L'any 2020 va rebre una de les Beques per a la creació literària de la Institució de les Lletres Catalanes pel projecte Les traces del silenci.
Com a dramaturga un dels seus eixos principals és el teatre de la memòria que recupera per a l'escena textos d'autors exiliats protagonistes dels fets que van marcar el transcurs del segle xx, com per exemple l'obra Cançons de guerra i exili que aplega cançons de l’època com «Si me quieres escribir», «Ay Carmela», «A las barricadas»,«Jarama Valley» o «Corrandes d’exili» entre d'altres, en què les peces musicals s'entrellacen amb diferents fragments literaris d'Albert Camus, Max Aub i la Passionaria que donen context al moment històric; va ser estrenada a París, a finals d’agost de 2017 I després a Ciutat de Mèxic.
És fundadora, directora artística i productora de Therkas Teatre, companyia amb què ha produït i estrenat diversos muntatges, com per exemple Les traces del silenci, obra que és el resultat de la seva recerca sobre les peticions per adoptar infants que van perdre els pares en el context de les riuades de Terrassa de 1962. Més endavant, el 2022, es va estrenar el documental Els nens de la riuada, que també havia dirigit i escrit ella.
Un dels seus projectes teatrals se centra en l'actriu María Casares on utilitza extractes de les seves memòries i de la seva correspondència, per donar a conèixer aquesta actrius espanyola de la postguerra.

## Obres

### Documental
- Els nens de la riuada (2022)[21]

### Textos teatrals[1]
- Les traces del silenci (2020)
- De(s) madres (2020)
- Mensaje para mi yo futuro (2020)
- Riesgos a mano alzada (2020)
- Mascarilla 19 (2020)
- La sabiduría del cuerpo (2020)
- Teleassistència psicològica (2020)
- Totes estan dormint al turó (2019)
- Mentre plouen bombes / Mientras llueven bombas (2018)
- La espera o Dos días antes de que todo cambiara (2016)
- International Airport 2016 (2016)
- La decisión (2015)
- Voces del Sinaia (2014)
- A les teves mans (2013)
- Un somni màgic (2012)